# まるごとステーションpresents ハイブリッドJAM
『まるごとステーションpresents ハイブリッドJAM』（まるごとステーションプレゼンツ・ハイブリッドジャム）は、2006年4月9日から同年10月1日まで、文化放送をキーステーションとして、日曜未明に放送されていた音楽ラジオ番組である。番組の体裁としては、30分をひとつの単位（一部例外あり）として、タイトルも「まるごと（パーソナリティー名）」で統一している。
なお、「まるごとステーション」という番組は、2005年11月（同年10月の火曜21時枠は「文化放送10月スペシャル」）より文化放送の関東ローカルで、火曜21:00 - 21:30に放送されていた。また、携帯電話サイト（NTT DoCoMoとボーダフォン）からも聴くことが出来る。NTT DoCoMoのHSDPA対応の音楽番組配信サービスであるミュージックチャネルではNACK5の「ハイブリッドNACK」を高音質で聞くことができる。

## 司会
- 鹿野優以（声優、2006年4月 - 10月）
- 成田紗矢香（同上、2006年4月 - 8月）
- 柿原徹也（同上、2006年9月 - 10月）

## 放送していた放送局
- 文化放送（日曜2:30 - 5:00）
- 静岡放送（日曜3:00 - 5:00）
- 東海ラジオ（日曜4:00 - 5:00）
- 中国放送（日曜3:00 - 4:00）

※7月30日の放送分は文化放送が「鴻上尚史のことばの寺子屋」を2:30 - 3:30まで放送したため、同日に限り静岡放送と中国放送が先行して放送（以後9月3日・10月1日にも放送された）。
10月8日以降文化放送では3時台・4時台それぞれ別番組を編成することが決まったため、一旦文化放送でのオンエアは中断となった。また、東海ラジオは自社番組、静岡放送と中国放送はTBSラジオ発の「オンテナ」、「あなたへモーニングコール」に切り替える（中国放送は「あなたへモーニングコール」については4月時点で切替済）。
- ラジオ大阪でも以下の時間帯で延べ5回放送された（いずれも日曜早朝）が、5月14日の放送をもって打ち切られた。
  - 4月9日 - 3:00 - 5:00
  - 4月16・23・30日、5月14日 - 4:00 - 5:00

### 参考
- 火曜から土曜のこの時間に放送されている日野ミッドナイトグラフィティ 走れ!歌謡曲のネット局（東海ラジオ、ラジオ大阪、中国放送、静岡放送、北日本放送、福井放送）のうち、SFとRCCは、それぞれ一部時間帯（SFは前半、RCCは後半）が別番組に差し替えられた。また4月にはKNB、5月にはOBC、またSBS、SF、RCCはこの番組を最後に日曜未明の文化放送 (QR) のネット受けから撤退した。FBCはもともと日曜未明のQRからのネット受けはされていない。

#### QRを除くネット各局の差し替えおよび後続番組
- 東海ラジオ
  - 3:00 - 3:30：流星倶楽部
  - 3:30 - 4:00：上條ひとみのキ・セ・キ
  - 上記番組は10月1日までで同月8日以降は「松原敬生のシャレアップ歌謡曲」（日曜3:00 - 5:00）になるため、それぞれ放送時間が移動となる（移動先の放送時間は「流星倶楽部」が火曜21:00、「上條ひとみ」が水曜21:00）
- 北日本放送、静岡放送、中国放送（いずれもTBSラジオからのネット）　
  - 3:00 - 4:00：オンテナ（KNBは4月より、SBSとRCCは10月よりネット開始、2007年4月よりこの時間は「MIXUP」に番組変更）
  - 4:00 - 5:00：あなたへモーニングコール（KNBとRCCは4月より、SBSは10月よりネット開始）
- ラジオ大阪
  - 3:00 - 4:00：テイチクミッドナイト歌謡曲（4月16日 - ）
  - 4:00 - 5:00：まもなく夜明け 米朝事務所です（5月7日、5月28日から毎週放送）
    - 5月21日（翌22日0:00 - 5:00に送信所工事による放送時間移動）
      - 4:00 - 4:30：電撃大賞
      - 4:30 - 5:00：azuのラジオ

## パーソナリティ
- 2:30 - 3:00：mur mur、風味堂、アリス九號.（他にディズニーのアニメ音楽を取り上げる番組あり）
- 3:00 - 5:00：FLOW、伴都美子、中ノ森BAND、奥田美和子

担当する時間（ローテーション）は週によって異なるが全ての出演者は毎週登場している。
（なお、番組の構成は成田・鹿野（通称「ナリカノ」コンビ）時代と鹿野・柿原時代では内容が異なっていた。「ナリカノ」の時は5分番組を20本連続で放送していたが、2006年9月以降は、2:30 - 3:00まではそれまで同様、5分番組を4本連続で放送していたが、それ以降は30分当たり5分番組を1本しか放送せず、それ以外の時間の半分で音楽を流し、残り半分がフリートークだった）

## 関連番組
NACK5と新潟県民エフエム放送（FM PORT・2020年6月30日閉局）でもまるごとステーションの番組が放送されている。

### NACK5「ハイブリッドNACK」
- 放送日：月曜から木曜21:05 - 21:10
- 月曜：navy&ivory
- 火曜：ディズニーのアニメ音楽
- 水曜：戸田康平
- 木曜：hitomi

### FM PORT「ハイブリッドPORT」
- 放送日：月曜から木曜21:00 - 21:30
- 月曜：清貴
- 火曜：スカポンタス
- 水曜：Mount Sugar
- 木曜：rockwell

## リンク
- まるごとステーション“まるステ” PC用サイト

| 文化放送 ナイターオフ火曜21時枠                           | 文化放送 ナイターオフ火曜21時枠                                         | 文化放送 ナイターオフ火曜21時枠          |
| 前番組                                                    | 番組名                                                                  | 次番組                                   |
| --------------------------------------------------------- | ----------------------------------------------------------------------- | ---------------------------------------- |
| テニスの王子様 オン・ザ・レイディオ （→月曜25:00へ移動）  | まるごとステーション                                                    | トランスフォーマーキスぷれ・TF情報局     |
| 文化放送 土曜26時枠（26:30 - 27:00）                      |                                                                         |                                          |
| 小学館アワー四ツ谷二丁目宣伝部                            | まるごとステーションpresents ハイブリッドJAM （2006年4月9日 - 10月1日） | お気楽声優稼業                           |
| 文化放送 日曜3時枠                                        |                                                                         |                                          |
| 日野ミッドナイトグラフィティ 走れ!歌謡曲 （火〜日曜の帯） | まるごとステーションpresents ハイブリッドJAM （2006年4月9日 - 10月1日） | 文化放送A&G DREAM SQUARE （3:00 - 4:00） |
| 文化放送 日曜4時枠                                        |                                                                         |                                          |
| 日野ミッドナイトグラフィティ 走れ!歌謡曲 （火〜日曜の帯） | まるごとステーションpresents ハイブリッドJAM （2006年4月9日 - 10月1日） | 桃井はるこの超!モモーイ （4:00 - 5:00）  |